# Michael Tubridy
Michael Tubridy (* 6. August 1935 in Kilrush, County Clare, Irland) ist ein irischer Flötenspieler.
Tubridy wurde als Sohn von Landwirten mit Musik groß; mit 13 begann er, die Uilleann Pipes seines Bruders zu spielen, stieg mit 15 Jahren in dessen Band ein und spielte dort auch die Tin Whistle. Nach einem Jahr in London kehrte er 1954 nach Irland zurück, wo er Paddy Moloney und Seán Potts kennenlernte. Sie traten oft zusammen auf bei eigenen Konzerten und diversen Sessions, auch im Radio. Ende des Jahrzehnts wurde er Mitglied von Seán Ó Riadas legendärer Formation Ceoltóiri Chuallan und später Gründungsmitglied der heute noch erfolgreichen Chieftains. Dort wirkte er auf den Alben 1 bis 8 mit.
Er hatte immer Probleme, sein Alltagsleben mit den Chieftains zu verbinden und verließ die Band 1979, insbesondere wegen seines immer noch andauernden Lampenfiebers, um als Ingenieur einem alltäglichen Beruf nachzugehen. Er ist jedoch der Musik, insbesondere irischer Tanzmusik, treu geblieben und lehrt seit Jahren im Rahmen von Musikfestivals das Flöten- und Tin-Whistle-Spiel, während seine Frau Celine traditionellen Stepptanz unterrichtet.
Während seiner Zeit mit den Chieftains hat er ein von Paddy Moloney produziertes (reines) Solo-Album aufgenommen, auf dem er Flöten, Concertina, Tin Whistles, Querpfeife, Bombarde und Bodhrán spielt.
1998 veröffentlichte er ein Buch mit Übungs-Cassette für traditionellen irischen Stepptanz (als CD veröffentlicht 2005).

## Diskografie
Als Bandmitglied
- Ceoltoiri Chuallan
- The Chieftains

Solo
- The Eagle’s Whistle (1978)
- A selection of Irish Traditional Step Dances (1998)